# Länsbodarna
Länsbodarna är ett bebyggelse vid stranden av sjön Runn i Falu kommun. Mellan 2015 och 2020 och åter från 2023 avgränsade SCB här en småort som före 2023 även sträckte sig en bit in i Borlänge kommun.